# René Gâteaux
René Eugène Gateaux (Vitry-le-François (Marne), 5 mei 1889  -  bij Rouvroy (Pas-de-Calais), 3 oktober 1914) was een Frans wiskundige, die vooral bekendheid geniet door de definitie van de naar hem genoemde  Gâteaux-afgeleide, een generalisatie van de richtingsafgeleide. Een deel van zijn werk is in 1922 postuum gepubliceerd door Paul Lévy, Leçons d'analyse fonctionnelle (Lessen in de functionaalanalyse).

## Biografie

### Kinder- en studietijd
René Gateaux (zijn naam wordt volgens zijn geboortebewijs overigens zonder accent circonflexe gespeld), werd in Vitry-le-François geboren, 222 jaar nadat een andere bekende wiskundige, Abraham de Moivre, daar het levenslicht had gezien. De Moivre, die net als Gateaux uit een protestantse familie stamde, vluchtte na de herroeping van het Edict van Nantes in 1688 naar Londen. De voorvaderen van Gateaux bleven. De vader van René had een kleine zadelmakerij en zijn moeder was naaister. Hij bezocht het lyceum in Reims. Vanaf 1907 studeerde  René aan de l'École normale supérieure, in die tijd het centrum van het Franse intellectuele leven. Hij werd daar al snel opgemerkt als een van de meest veelbelovende wiskundigen. Gedurende zijn verblijf aan de École normale supérieure bekeerde René Gateaux zich tot het katholicisme.

### Leraar aan een lyceum
In 1910 studeerde hij af in de wiskunde (hij behaalde de 11de plaats). Na  twee jaar als dienstplichtige in het Franse leger te hebben gediend, werd hij in 1912 tot leraar benoemd aan het lyceum van Bar-le-Duc (Meuse). Toen begon hij ook te werken aan zijn proefschrift over relevante thema's uit de functionaalanalyse, daarbij beïnvloed door de werken van Vito Volterra et Jacques Hadamard et de toepassingen daarvan in potentiaaltheorie. Mogelijk is hij daarbij aangemoedigd door Hadamard, die een serie lezingen over dit onderwerp had gegeven aan het Collège de France. In 1911 was Paul Lévy op dit onderwerp gepromoveerd en in 1912 had Joseph Pérès dit onderwerp in Rome bij Volterra gestudeerd.

### Student in Rome
In 1913 vroeg en kreeg Gateaux een stipendium van de stichting David Weill, dat hem in staat stelde naar Rome te gaan. Voordat hij vertrok beschreef hij in een brief aan Borel en Volterra waaraan hij in Rome wilde gaan werken, daaronder de integratie van reële functies in ruimtes met oneindige dimensies.
Gateaux verbleef in Rome van oktober 1913 tot juni 1914. Hij volgde colleges bij Volterra. Hij publiceerde verschillende notities in de Rendiconti dell Accademia dei Lincei, gaf een presentatie tijdens een wiskundig seminar aan de Universiteit van Rome. Hij was plan de zomer in Frankrijk door te brengen om daar opnieuw een stipendium proberen te verkrijgen om zo nog een tweede jaar in Rome door te kunnen brengen.

### Dood in de strijd
Verrast door de algemene mobilisatie en de oorlogsverklaring in augustus 1914, werd Gateaux in Toul als luitenant van het 269ste infanterieregiment gemobiliseerd. Na de slag bij de Marne, werd zijn regiment in de Race naar de Zee naar Artois gestuurd. Op 3 oktober 1914 werd hij door machinegeweer-vuur gedood in het dorp, Rouvroy, dat zijn regiment op dat moment verdedigde tegen de Duitsers. In de verwarring van de slachtpartij werd zijn lichaam niet geïdentificeerd en haastig begraven. Pas enkele jaren na de oorlog werd zijn lijk opgegraven en naar de nationale necropool in Neuville-Saint-Vaast gebracht, waar zijn stoffelijk overzicht begraven werd in graf 76.

### Wetenschappelijke nalatenschap
Vanaf augustus 1915 is Hadamard het proces begonnen om Gateaux postuum een prijs van de Academie van Wetenschappen toe te kennen. In een brief aan Emile Picard, schrijft hij dat « de jonge man heeft zeer geavanceerd onderzoek op het gebied van de functionanalyse analyse nagelaten (zijn proefschrift is grotendeels klaar en deels al geopenbaard zijn notities die zijn gepresenteerd aan de Academie), aan dit onderzoek hechten zowel ikzelf als de heer Volterra een groot belang ».
In 1916 werd de Francoeur-prijs postuum toegekend aan Gateaux. In 1918 sprak Hadamard met Paul Lévy. Hij stelde hem aan om een collegecyclus over de functionaalanalyse aan het Collège de France te geven op basis van de nagelaten aantekeningen (deels in klad), die Gateaux voor zijn vertrek naar het front had achtergelaten. Hadamard stelde voor om het resultaat te publiceren in het Bulletin de la Société Mathématique de France (Bulletin voor de wiskundige vereniging van Frankrijk). Dit gebeurt zoals gepland en het artikel van Lévy verschijnt in twee delen. De belangrijkste ontdekking, die Lévy in de papieren van Gateaux deed, is een eerste opzet van een theorie over de integratie van functies met een oneindige dimensie dat Levy het idee gaf om de limieten van de gemiddelden waarden over de eerste n componenten vast te stellen. Zijn werk stelde Lévy in staat om zijn belangrijke werk uit 1922 'Lessen van de functionaalanalyse te schrijven.
Toen Lévy hier in 1922 over sprak met de Amerikaanse wiskundige Norbert Wiener, besefte deze laatste dat hij de definitie van Gateaux kon gebruiken om zijn "differentiële ruimte" op te zetten en voor de maattheorie van de brownse beweging (sinds genaamd "maat van Wiener"). In het fundamentele artikel dat Wiener in 1923 publiceerde, gaf Wiener alle eer aan Gateaux en Lévy, die hij prees "de meest diepgaande studie over de integratie in oneindige dimensie." te hebben uitgevoerd.